# ジェラール・ジャンヴィオン
ジェラール・ジャンヴィオン（Gérard Janvion、1953年8月21日 - ）は、フランス・マルティニーク島フォール・ド・フランス出身の元サッカー選手、サッカー指導者。選手時代のポジションはディフェンダー。
マルティニークのクラブCSカーズ・ピロトで活躍していた彼をASサンテティエンヌが獲得。当初フォワードの戦力として見込まれていたが、ディフェンダーにコンバートされる。守備と攻撃両面での彼の貢献は、在籍11シーズンで4度のリーグ制覇と3度のカップ優勝というチームの黄金時代を築き上げる大きな原動力となった。
フランス代表としては40試合に出場。1978年大会と1982年大会の2度のワールドカップに出場し、ミシェル・プラティニを中心とするシャンパンサッカーを支えた。
現役引退後は指導者となり、故郷のマルティニークやレユニオンで監督やコーチを務めた。現在は古巣のSC Case-Piloteの監督である。

## 主なタイトル
- ディヴィジョン・アン：4回 1973-74, 1974-75, 1975-76, 1989-81（ASサンテティエンヌ）
- カップ：3回 1973-74, 1974-75, 1976-77（ASサンテティエンヌ）